# Tracy Reed (actriz británica)
Clare Tracy Compton Pelissier (Londres, 21 de septiembre de 1942–Condado de Cork, 2 de mayo de 2012) más conocida como Tracy Reed, fue una actriz británica, reconocida principalmente por sus papeles en los filmes Dr. Strangelove or: How I Learned to Stop Worrying and Love the Bomb, A Shot in the Dark, Casino Royale y Melody.
Falleció de cáncer de hígado en 2012 en el Condado de Cork, Irlanda, a los sesenta y nueve años.

## Filmografía destacada

### Cine y televisión
- The Way Ahead (1944)
- Our Man in the Caribbean (1962–1963)
- Esther Waters (1964)
- The Main Chance (1964)
- Dr. Strangelove (1964)
- A Shot in the Dark (1964)
- Devils of Darkness (1965)
- You Must Be Joking! (1965)
- Maroc 7 (1967)
- Casino Royale (1967)
- Hammerhead (1968)
- Journey to Midnight (1968)
- Adam's Woman (1970)
- Percy (1971)
- Melody (1971)
- Fun and Games (1971)
- U.F.O. (1971)
- The Deadly Females (1976)
- Phantom Halo (2014)